# ورزشگاه آتاتورک بورسا
ورزشگاه آتاتورک بورسا (به ترکی استانبولی: Bursa Atatürk Stadium) یک ورزشگاه فوتبال در ترکیه است که در بورسا واقع شده‌است.